# 24 Hrs
24 Hrs es el quinto álbum de estudio del cantante y compositor británico Olly Murs, lanzado el 11 de noviembre de 2016 bajo el sello de RCA Records. El disco contiene un total de doce canciones, la mayoría escritas por Murs, y cuyas letras tratan temas como el deseo sexual, el desamor, la autoevaluación y la maduración emocional.
El álbum recibió buenos comentarios por parte de la crítica, con numerosos expertos considerándolo como el mejor trabajo de Murs hasta la fecha, destacándolo principalmente por la profundidad de las letras y el rendimiento vocal del artista. Además de ello, el álbum fue un éxito en el Reino Unido, alcanzando la primera posición del UK Albums Chart y siendo certificado con disco de platino. Para promocionar el disco, fueron lanzados cuatro sencillos, los cuales ingresaron al UK Singles Chart. Igualmente, Murs se embarcó en el 24 Hrs Tour, el cual recaudó $29.8 millones y vendió 532 mil entradas en 52 conciertos a lo largo del Reino Unido e Irlanda.

## Recepción

### Comentarios de la crítica
En general, 24 Hrs tuvo una buena respuesta por parte de la crítica especializada. El escritor Lewis Corner de Digital Spy le otorgó una calificación de 4 estrellas de 5 y mencionó que es el mejor álbum de Murs hasta la fecha, destacando que «su sufrimiento por las rupturas dio lugar a varias de las mejores canciones de su carrera hasta ahora». Asimismo, Neil Z. Yeung lo calificó con 3.5 estrellas de 5 y aseguró que 24 Hrs muestra la continua maduración del artista, estableciendo un equilibrio entre sus ritmos pop rock pero con letras más profundas, demostrando que Murs puede seguir «levantando el espíritu y curando corazones rotos a través de la terapia de baile». Por otra parte, Simon Button de la revista Attitude le dio una calificación perfecta de 5 puntos sobre 5 y escribió que, con 24 Hrs, Murs se solidifica como uno de los mejores artistas pop. Button destacó en gran parte el rango vocal del cantante a lo largo del disco y las canciones de calidad, citando como ejemplos «You Don't Know Love» y «Grow Up». John Aizlewood del sitio Evening Standard describió al disco como «placer pop personificado», mencionando que temas como «Unpredictable», «Love You More» y «You Don't Know Love» cuentan con una producción «astuta», estribillos «pegadizos» y una interpretación vocal «pulcra» por parte de Murs.

### Recibimiento comercial
El álbum fue un éxito en el Reino Unido, donde debutó en la primera posición del UK Albums Chart con 58 mil copias vendidas, dando a Murs su cuarto álbum número 1. Con ello, pasó a ser el solista salido de The X Factor con la mayor cantidad de álbumes número 1, y segundo artista en general después de One Direction. Con menos de 2 meses desde su estreno, el álbum vendió 302 mil unidades y consiguió figurar entre los 20 discos más exitosos del 2016 en el país, concretamente en la posición 12. Asimismo, recibió el disco de platino otorgado por la Industria Fonográfica Británica (BPI), siendo el quinto álbum consecutivo de Murs en lograrlo. En Irlanda, alcanzó la segunda posición de su listado semanal. En el resto del mundo, el álbum pasó desapercibido, alcanzando solo en el puesto 32 en Suiza, 41 en Alemania, 42 en Australia y 72 en Austria.

## Promoción
Para promocionar el álbum, fueron lanzados cuatro sencillos. El primero de estos, «You Don't Know Love», fue lanzado el 8 de julio de 2016 y alcanzó el puesto número 15 del UK Singles Chart, además de ser certificado con disco de oro por exceder las 400 mil unidades vendidas en el Reino Unido. El segundo sencillo, «Grow Up» fue lanzado el 7 de octubre de 2016 y llegó hasta el puesto 25 del UK Singles Chart, logrando también un disco de plata por 200 mil unidades vendidas. El tercer sencillo, «Years & Years», se lanzó el 9 de diciembre de 2016 y solo alcanzó el puesto 83 del UK Singles Chart. Finalmente, el cuarto sencillo «Unpredictable», fue publicado el 31 de mayo de 2017 como una colaboración con la artista Louisa Johnson, y consiguió llegar al puesto 32 del UK Singles Chart, también siendo certificado con disco de plata.
Por otra parte, Murs también se embarcó en el 24 Hrs Tour, el cual inició el 3 de marzo de 2017 en Glasgow y culminó el 27 de agosto del mismo año en Portsmouth. La gira fue un éxito comercial; durante su primera etapa agotó sus 14 conciertos programados para el Reino Unido e Irlanda, donde se vendieron 237 mil entradas y se recaudaron $14.2 millones. En total, la gira recaudó $29.8 millones con 532 mil entradas vendidas en sus 52 conciertos, siendo la sexagésima novena gira más exitosa del 2017 y la más exitosa de la carrera de Murs.

## Lista de canciones
- Edición estándar

| 24 Hrs |                       |                                                                          |          |  |
| N.º    | Título                | Escritor(es)                                                             | Duración |  |
| 1.     | «You Don't Know Love» | Olly Murs, Steve Robson, Camille Purcell, Wayne Hector                   | 3:18     |  |
| 2.     | «Years & Years»       | Murs, Hector, Steve Mac                                                  | 4:02     |  |
| 3.     | «Grow Up»             | Murs, Robson, Purcell, Hector                                            | 3:45     |  |
| 4.     | «Unpredictable»       | Mich Hansen, Daniel Davidsen, Peter Wallevik, Kara DioGuardi, Iain James | 3:20     |  |
| 5.     | «Back Around»         | Murs, Robson, Hector, Claude Kelly                                       | 2:54     |  |
| 6.     | «Deeper»              | Murs, Mac, Clarence Coffee, Jr., Chelcee Grimes                          | 2:36     |  |
| 7.     | «24 Hrs»              | Murs, Robson, Coffee, Jr., Janee Bennett                                 | 3:28     |  |
| 8.     | «Private»             | Murs, Tom Barnes, Ben Kohn, Peter Kelleher, Uzoechi Emenike              | 3:10     |  |
| 9.     | «Love You More»       | Ed Drewett, Edvard Erfjord, Andrew Jackson, Henrik Michelsen, Matt Rad   | 3:04     |  |
| 10.    | «Read My Dream»       | Murs, Robson, Drewett, James Newman                                      | 3:37     |  |
| 11.    | «Better Than Me»      | Murs, Hector, Carl Falk                                                  | 3:54     |  |
| 12.    | «Flaws»               | Murs, Robson, Coffee, Jr., Ina Wroldsen                                  | 3:11     |  |
| 40:20  |                       |                                                                          |          |  |

## Posicionamiento en listas

### Semanales
| Alemania          | German Albums Chart     | 41  |
| Australia         | Australian Albums Chart | 42  |
| Austria           | Austrian Albums Chart   | 72  |
| Bélgica (Flandes) | Ultratop 200 Albums     | 116 |
| Bélgica (Valonia) | Ultratop 200 Albums     | 142 |
| Escocia           | Scottish Albums Chart   | 2   |
| Irlanda           | Irish Albums Chart      | 2   |
| Reino Unido       | UK Albums Chart         | 1   |
| Suiza             | Swiss Albums Chart      | 32  |

### Sucesión en listas
| Predecesor: The Heavy Entertainment Show de Robbie Williams | UK Albums Chart — Álbum número 1 18 de noviembre de 2016 — 25 de noviembre de 2016 | Sucesor: Glory Days de Little Mix |

### Anuales
| País        | Lista           | Mejor posición |      |      |      |      |      |
| 2016        | 2016            | 2016           | 2016 | 2016 | 2016 | 2016 | 2016 |
| ----------- | --------------- | -------------- | ---- | ---- | ---- | ---- | ---- |
| Reino Unido | UK Albums Chart | 12             |      |      |      |      |      |
| 2017        |                 |                |      |      |      |      |      |
| Reino Unido | UK Albums Chart | 99             |      |      |      |      |      |

### Certificaciones
| Territorio  | Organismo certificador | Certificación | Ventas certificadas | Ref.  |
| ----------- | ---------------------- | ------------- | ------------------- | ----- |
| Reino Unido | BPI                    | Platino       | 300 000             | [ 4 ] |